# Warren Jeffs

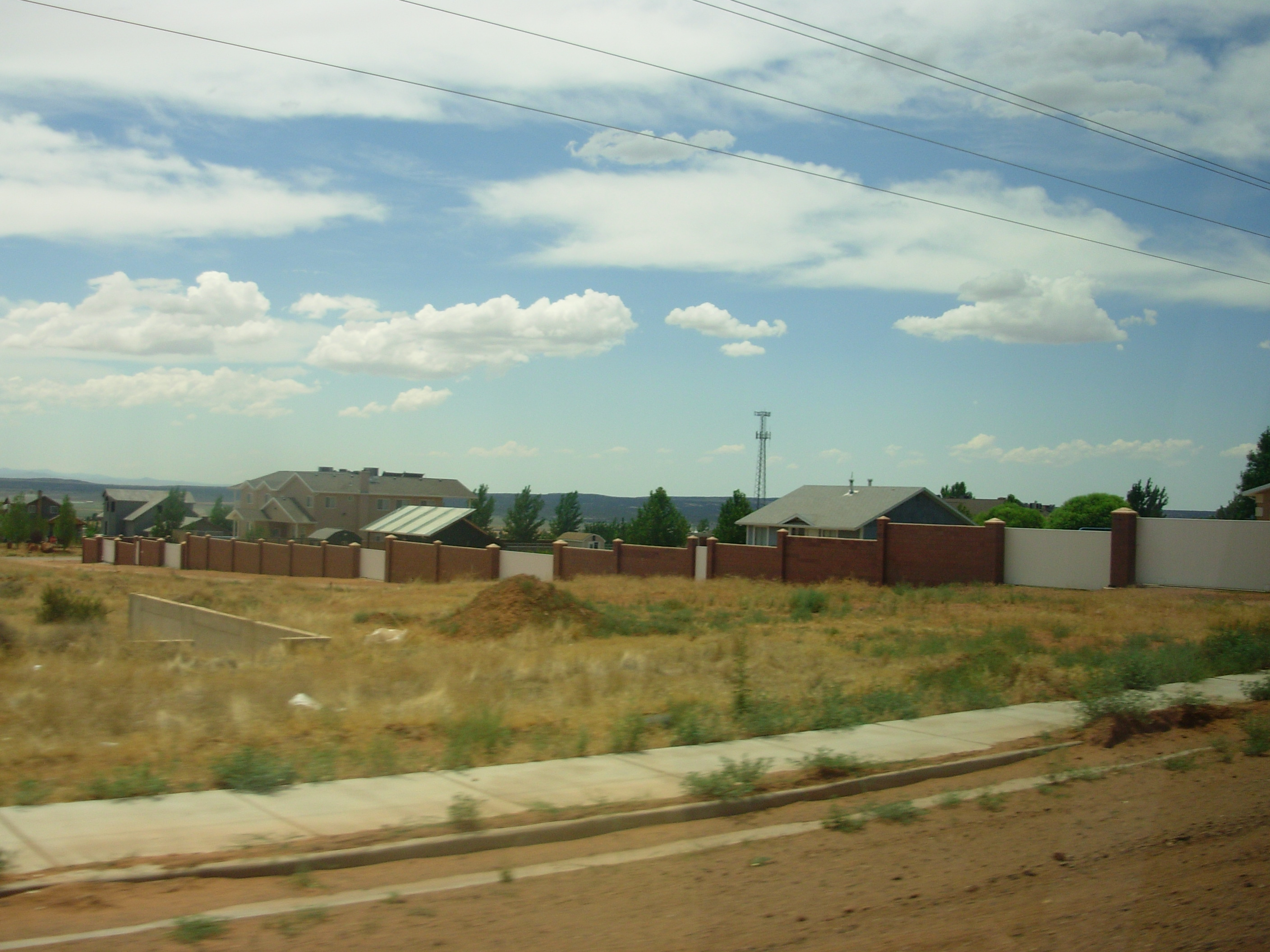
Casa de Warren Jeffs em Colorado City, Arizona.

Warren Steed Jeffs (Sacramento, Califórnia, 4 de dezembro de 1955) é o ex-presidente da Igreja Fundamentalista de Jesus Cristo dos Santos dos Últimos Dias (FLDS) e um criminoso norte-americano, atualmente cumprindo sentença perpétua mais vinte anos devido ao abuso sexual de crianças.
Em maio de 2006 ele foi posto na lista dos dez mais procurados do FBI após fugir ilegalmente, assim evitando sua prisão devido casamentos ilegais entre meninas menores de idade. Jeffs foi preso em agosto de 2006 em Nevada, e concordou em ser levado para Utah para ser julgado.
Em 25 de setembro de 2007, em St. George, Jeffs foi condenado por ter estuprado uma criança. Em 20 de novembro de 2007, Jeffs foi sentenciado a 10 anos de prisão. A condenação, no entanto, foi anulada pelo Supremo Tribunal de Utah em 27 de julho de 2010.
Jeffs foi extraditado de Utah para o Texas, onde foi considerado culpado por agressão sexual e abuso sexual de crianças. Jeffs foi condenado a 20 anos de prisão e teve que pagar uma multa de US$ 10.000 por abuso sexual de meninas de 12 e 15 anos.

## Vida pessoal
Jeffs é filho de Rulon Jeffs e Marilyn Steed, neto de Woodruff Steed. Rulon foi criado como membro da Igreja de Jesus Cristo dos Santos dos Últimos Dias e seu pai não o apresentou aos ensinamentos do movimento fundamentalista até o dia 25 de setembro de 1938. Desde então, Rulon apoiou a doutrina fundamentalista.
Na primavera de 1945, Rulon, que estava trabalhando no norte de Idaho desde 1943, voltou a Salt Lake City, onde foi ordenado apóstolo de sumo sacerdote por John Barlow em 19 de abril. Jeffs assumiu a liderança do grupo em 1986.
Foi relatado que, no momento da morte de Rulon aos 92 anos, ele pode ter tido até 75 esposas e 65 filhos; outras fontes indicam que Rulon pode ter tido 19 ou 20 esposas e cerca de 60 crianças. De acordo com o autor Jon Krakauer, que narra a Igreja FLDS e a família Jeffs em Under the Banner of Heaven: A Story of Violent Faith, várias esposas de Jeffs eram menores de idade. Dois dos filhos de Warren Jeffs, um menino e uma menina, declararam publicamente que foram abusados sexualmente por ele.
Dentro de uma semana após a morte de seu pai, Jeffs havia se casado com quase todas as mulheres viúvas. Uma delas, Rebecca Wall, negou-se em casar com Jeffs e fugiu do complexo, para mais tarde se casar com o sobrinho dele. Naomi Jessop foi uma das primeiras esposas de Rulon a se casar com Warren, tornando-se sua esposa favorita e confidente.

## Carreira

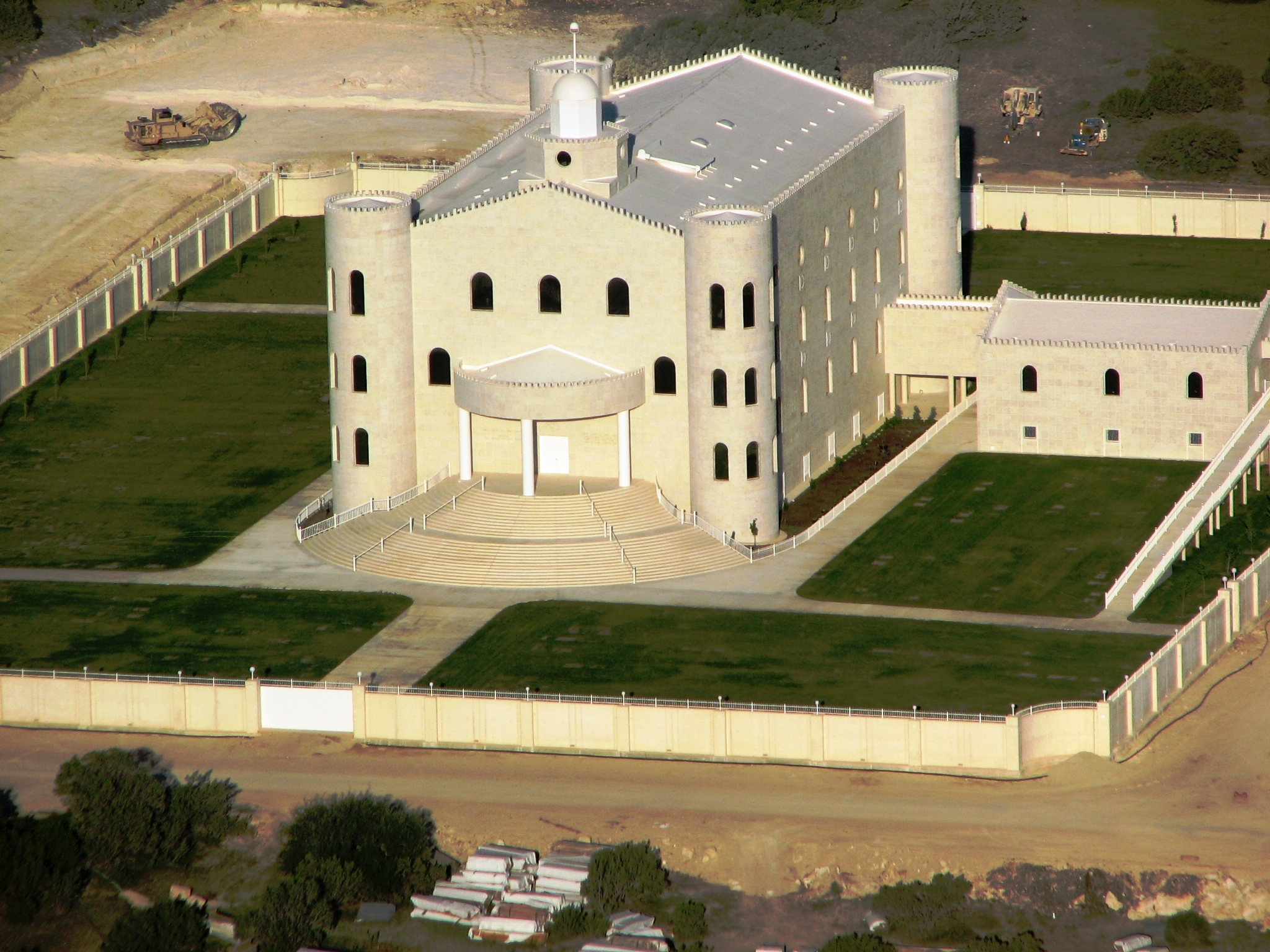
Templo da FLDS em Eldorado (Texas).

Antes da morte de seu pai, Jeffs ocupava o cargo de conselheiro do líder da igreja. Quando Rulon Jeffs morreu em 2002, Jeffs tornou-se seu sucessor.
Até que os tribunais de Utah intervieram, Jeffs controlava quase todo território do Colorado City, Arizona e de Hildale, Utah. Em janeiro de 2004, Jeffs expulsou um grupo de 20 homens de Colorado City, incluindo o prefeito. A terra foi estimada em mais de US$ 100 milhões e como resultado de uma decisão judicial de novembro de 2012, grande parte delas deve ser vendida para os moradores locais.
Jeffs especificamente ensinou que um membro devoto da igreja deve ter pelo menos três esposas para entrar no céu, e quanto mais mulheres um homem tiver, mais perto estará da glória.
Em 27 de março de 2007, a notícia da manhã da Deseret News relatou que Jeffs tinha renunciado o papel de profeta da igreja FLDS. Em 7 de novembro de 2007, o escritório do advogado do condado de Washington lançou um vídeo com conversas entre Jeffs e seu irmão, Nephi. Nos vídeos, Jeffs renuncia a sua profecia, afirmando que Deus lhe havia dito que se ele revelasse que ele não era o profeta legítimo e era um "homem perverso", ele ainda ganharia um lugar no reino celestial. Enquanto encarcerado, Jeffs tentou cometer suicídio batendo a cabeça contra as paredes e tentando se enforcar.
Jeffs formalmente renunciou como presidente da Igreja FLDS a partir de 20 de novembro de 2007. Em um e-mail para o Deseret News, os advogados de Jeffs fizeram as seguintes declarações:
| “ | O Sr. Jeffs pediu que a seguinte declaração fosse divulgada à mídia e aos membros da Igreja Fundamentalista de Jesus Cristo dos Santos dos Últimos Dias... O Sr. Jeffs demitiu-se como presidente da Corporação da Igreja Fundamentalista de Jesus Cristo dos Santos dos Últimos Dias Inc. | ” |

A declaração não aborda sua posição eclesiástica como profeta da igreja, e muitas das comunidades FLDS ainda o consideram como profeta e seu líder atual. No início de 2011, Jeffs retomou o controle legal da denominação.

### Prisão
Em 9 de julho de 2008, Jeffs foi levado de Arizona, onde estava preso, para um hospital em Nevada devido um grave problema médico. O xerife do condado de Mohave, Tom Sheahan, não especificou o problema médico de Jeffs, mas disse que era suficientemente sério para ser preciso se deslocar ao hospital.
Jeffs envolveu-se em longas greves de fome, que seus médicos e advogados alegaram ter sido por razões espirituais. Em agosto de 2009, o juiz do tribunal superior, Steve Conn, ordenou que Jeffs fosse alimentado obrigatoriamente. Em 29 de agosto de 2011, Jeffs foi levado para o East Texas Medical Center, em Tyler, e hospitalizado em estado crítico sob um coma induzido por indução após jejum excessivo.
Jeffs voltou a ser encarcerado na unidade Louis C. Powledge do Departamento de Justiça Criminal do Texas, em Palestine. Em dezembro de 2012, Jeffs previu que o mundo terminaria antes de 2013 e pediu que seus seguidores se preparassem para a o acontecimento.

### Controvérsias

#### Racismo
Em seu relatório de 2005, o Southern Poverty Law Center acrescentou a Igreja FLDS à sua lista de grupos de ódio por causa das doutrinas racistas da igreja, que incluem uma feroz condenação das relações inter-raciais.
| “               | A raça negra é o povo através do qual o diabo sempre foi capaz de trazer o mal para a terra. | ” |
| — –Warren Jeffs |                                                                                              |   |

#### Deficiência
A área de Colorado City, Arizona e de Hildale, Utah tem a maior incidência mundial de deficiência de fumarase, uma condição genética extremamente rara. Os geneticistas atribuem isso à prevalência de casamento de primos entre descendentes de dois dos fundadores da cidade, Joseph Smith Jessop e John Yeates Barlow. A doença causa encefalopatia, deficiência intelectual, características faciais incomuns, malformação cerebral e convulsões epilépticas.

#### Trabalho infantil
Em 20 de abril de 2015, o Departamento do Trabalho dos Estados Unidos avaliou multas de US$ 1,96 milhões contra um grupo de membros da igreja, incluindo Lyle Jeffs, irmão de Warren Jeffs, por supostas violações do trabalho infantil durante colheita em um pomar em Utá.

## Filmes e documentários
Em 2005 foi lançado o documentário Banking on Heaven. Ele documenta Jeffs e a Igreja FLDS. Em 19 de julho de 2006, a Channel 4 da Grã-Bretanha dirigiu o documentário The Man with 80 Wives. O programa apresentou a mal sucedida busca do apresentador Sanjiv Bhattacharya por Jeffs.
Em 2006, Pawel Gula e Tom Elliott produziram o documentário Damned to Heaven. O filme estreou na Europa no Festival de Cinema de Cracóvia, na Polónia. Em setembro de 2007, estreou nos Estados Unidos. O filme investiga a prática do casamento plural, e inclui 20 minutos de ensinamentos de Jeffs.
O documentário de 2010, Sons of Perdition, dirigido por Tyler Measom e Jennilyn Merten, descreve a vida dentro da Igreja FLDS, incluindo o controle de Jeffs sobre os membros da igreja. Em 9 de abril de 2012, o National Geographic Channel exibiu o documentário I Escaped a Cult. O documentário conta com a participação de Brent Jeffs, sobrinho de Jeffs, cujo testemunho foi fundamental para conseguir que Jeffs fosse preso.
Em 28 de junho de 2014, a Lifetime exibiu o filme Outlaw Prophet: Warren Jeffs, estrelado por Tony Goldwyn. É uma adaptação do livro não-ficcional When Men Become Gods, de Stephen Singular.